# گنادندورف
گنادندورف (به آلمانی: Gnadendorf) یک منطقهٔ مسکونی در اتریش است که در ناحیه میستلباخ واقع شده‌است. گنادندورف ۱٬۱۷۵ نفر جمعیت دارد.